# Albion Center
Albion Center es un área no incorporada (o conocidas como aldea) ubicada en el condado de Oswego en el estado estadounidense de Nueva York. Albion Center se encuentra ubicada dentro del pueblo de Albion.

## Geografía
Albion Center se encuentra ubicada en las coordenadas 43°29′19″N 76°02′30″O / 43.48861, -76.04167.